# Mrtví a neklidní
Mrtví a neklidní (v anglickém originále Warm Bodies) je americká paranormální romantická zombie komedie, která je založena na původně stejnojmenné knize od Isaaca Mariona (v češtině Chutná těla). Napsal ji a režíroval Jonathan Levine a v hlavních rolích se objevili Nicholas Hoult, Teresa Palmer a Lio Tipton.
Film se soustředí na rozvoj vztahu mezi dívkou Julií a zombie jménem "R", a jak nakonec se do sebe zamilují. Film je známý pro zobrazování lidských charakteristik v postavách zombie a že je řečen z pohledu zombie.

## Obsah filmu
Proběhla zombie apokalypsa. Jeden ze zombie jménem R tráví svůj den chozením po letišti, které je nyní plné hordy nemrtvých včetně jeho nejlepšího přítele M. R a M dosahují jednoduché konverzace pomocí hekání a sténání a občas i použitím slov. R jako zombie neustále touží po lidském mase, zvláště po mozcích, aby se poté skrz oběti mohl cítit naživu, když je pojídá. Když R a několik dalších zombie loví potravu, potkají Julii Grigio a její skupinu přátel, kteří byli vyslání Juliiným otcem ze silně opevněné a obezděné lidské enklávy z blízkého města, aby z opuštěných budov obnovili zdravotnický materiál. R spatří Julii a je k ní přitahován. Poté, co ho Juliin přítel Perry střelí do hrudi, tak R Perryho zabíjí, když je Julie rozptýlená a sní jeho mozek, čímž R získá jeho myšlenky a vzpomínky a jeho přitahování k Julii je ještě větší. R zachraňuje Julii od zbytku své smečky a bere ji zpět do letadla, ve kterém žije na letišti, aby ji udržel v bezpečí. Ti dva si k sobě postupně vytvoří vazbu, díky čemuž se R pomalu začíná vracet k životu. Po několika dnech je Julie neklidná a mnohokrát se snaží utéct domů, ale pokaždé přitáhne pozornost zombie a R ji musí před nimi zachránit. Poté, co odrazí skupinu zombie, ve které je i M, se R rozhodne, že je načase vrátit ji do lidské enklávy.
Cestou zpět R prozrazuje Julii, že on je ten, který zabil Perryho, což ji vyzve, aby ho opustila a k lidské enklávě se vrátila sama. R se se zlomeným srdcem vrací zpátky na letiště. Poté uvidí, že M a ostatní zombie také začali vykazovat známky života, čímž se stali cílem Kostlivců, kosterních zombie, kteří ztratili všechny známky lidskosti prolitím jejich masa a jejich kořistí je cokoliv, co má srdce. R a M vedou celou skupinu k lidské enklávě, kam se R zdí vplíží. Zde najde Julii a setkává se i s její kamarádkou Norou, která je zpočátku v šoku. Když R prozradí, že se ostatní mrtvoly také pomalu vrací k životu, tak se to ti tři snaží říct Colonel Grigiovi, Juliinu otci a vůdci přeživších. Nicméně Colonel Grigio odmítá uvěřit, že by se mohli změnit a vyhrožuje, že zabije R, čemuž zabrání Nora, která na Colonela vytáhne zbraň. Julie a R utíkají na baseballový stadion, kde čeká zbytek skupiny, ale najdou je uprostřed útoku s hordou Kostlivců. 
Když se M a jeho skupina zombie připraví na bitvu s Kostlivci, Julie a R utíkají, ale ocitnou se v pasti. Mají před sebou jedinou únikovou cestu a tak R skáče s Julií s velké výšky do bazénu a ochrání ji před dopadem. Poté, co Julie vytáhne R ze dna bazénu, tak se dvojice vášnivě políbí, díky čemuž R plně ožil. Ihned je nalezne Colonel Grigio, který bez varování střelí R do ramene a když R krvácí, je konečně přesvědčen, že se vrátil zpátky k životu. Lidé a zombie se spojí a zabijí většinu Kostlivců, zbytek z nich vyhyne a zombie se pomalu opět přidávají k lidské společnosti. Film končí, když se nyní úplně živý R a Julie dívají, jak se ničí zeď obklopující město, což značí konec apokalypsy.

## Hrají
| Nicholas Hoult | R                                                      |
| Teresa Palmer  | Julia Grigio                                           |
| Rob Corddry    | M, kamarád R                                           |
| Dave Franco    | Perry Kelvin, Juliin přítel                            |
| Lio Tipton     | Nora, Juliina kamarádka                                |
| Cory Hardrict  | Kevin                                                  |
| John Malkovich | Colonel Grigio, Juliin otec a vůdce skupiny přeživších |

### V dalších rolích
| Sylvia Stewart   | zombie (neuvedena v titulcích) |
| Tod Fennell      | ozbrojená hlídka               |
| Keeva Lynk       | malá holka                     |
| Ruth Chiang      | zombie Julie                   |
| Dawn Ford        | Dr. Burke                      |
| Patrick Sabongui | lovící zombie                  |
| Cory Hardrict    | Kevin                          |

## Produkce
- Bruna Papanadrea
- David Hoberman
- Todd Lieberman
- Laurie Webb (výkonný producent)
- Cori Shepherd Stern (výkonný producent)

## Ocenění a nominace
| Ocenění            | Kategorie              | Nominovaný     | Výsledek  |
| ------------------ | ---------------------- | -------------- | --------- |
| Teen Choice Awards | Komedie                |                | nominován |
| Teen Choice Awards | Romantický film        |                | nominován |
| Teen Choice Awards | Herec: komedie         | Nicholas Hoult | nominován |
| Teen Choice Awards | Herec: romantický film | Nicholas Hoult | nominován |
| Teen Choice Awards | Filmový průlom         | Nicholas Hoult | vyhrál    |